# Bni Leit
Bni Leit (franska: Bni Leit (CR), Bni Leit (Commune Rurale), arabiska: سيدي بوبكر الحاج) är en kommun i Marocko.   Den ligger i provinsen Tétouan och regionen Tanger-Tétouan-Al Hoceïma, i den norra delen av landet, 190 km nordost om huvudstaden Rabat. Antalet invånare är 5 364.